# Rolf Tillmann
Rolf Tillmann (* 25. Januar 1895 in Löbtau als Rudolf Wilhelm Arthur Tillmann; † 8. April 1985 in Stockach) war ein deutscher Maler.

## Leben
Rolf Tillmann war Sohn des Schriftsetzers Friedrich Wilhelm Tillmann. Er belegte fünf Semester an der privaten Kunstschule Der Weg – Schule für Gestaltung von Edmund Kesting. Von 1924 bis 1928 studierte er an der Dresdner Kunstakademie bei Otto Gussmann und Ludwig von Hofmann.
1920 gestaltete Rolf Tillmann das Titelblatt der Doppelnummer 27/28 der von Franz Pfemfert herausgegebenen Zeitschrift Die Aktion. Tillmann schloss sich der Gruppe 1930 um Adolf Brockmann, Gustav Mennicke, Gustav Alfred Müller und Otto Westphal-Rudolstadt an. Zwei Jahre später war er Gründungsmitglied der Dresdner Sezession 1932. Er ist auf der Skizze der Gründungsveranstaltung von Bernhard Kretzschmar aufgeführt. Im Katalog zur 1. Ausstellung der Dresdner Sezession 1932 im Sächsischen Kunstverein auf der Brühlschen Terrasse schrieb er einen Beitrag unter dem Titel Freiheit der Kunst – Freiheit dem Künstler.
Im Werk von Rolf Tillmann finden sich neben verspielt geometrische Werken auch neusachliche und bisweilen sogar surrealistische Werke. Rolf Tillmann stand der ASSO nahe und galt nach der „Machtergreifung“ der Nationalsozialisten 1933 als nicht mehr förderungswürdig. Er blieb aber Mitglied der Reichskammer der bildenden Künste. Für diese Zeit ist seine Teilnahme an sieben großen Ausstellungen sicher belegt. Otto Griebel schrieb, sein Sezessionskollege Tillmann sei „zu den Nazis übergewechselt und trug das Hakenkreuz am Rocke; allerdings mit dem Erfolg, dass er mit Verachtung von beiden Seiten, den Nazis und uns, bedacht wurde“.
Bei den Luftangriffen auf Dresden im Februar 1945 wurde Tillmanns Wohnung in der Semperstraße 11 zerstört und sein Frühwerk wurde vernichtet. Tillmann zog sich nach dem Krieg zurück und lebte unbeachtet in Dresden-Cotta.
1971 kam Tillmann nach Mahlspüren im Tal und beteiligte sich von dort aus an mehreren Ausstellungen in Hilzingen, Konstanz, Meersburg, Randegg, Singen (Hohentwiel) und Stockach.